# Klaus-Dieter Hänsgen

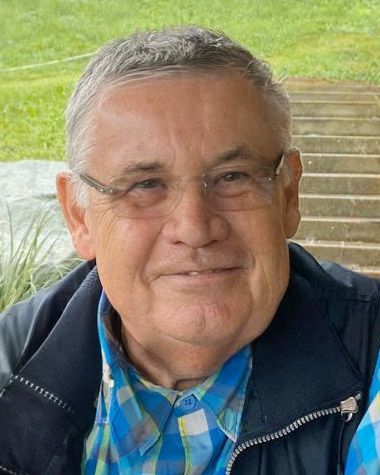
Klaus-Dieter Hänsgen (2024)

Klaus-Dieter Hänsgen (* 4. Juni 1952 in Nossen) ist ein schweizerisch-deutscher Psychologe und Hochschullehrer im Ruhestand. Von 1994 bis 2019 war er Direktor des Zentrums für Testentwicklung und Diagnostik an der Universität Freiburg (Schweiz) und seit 2000 dort auch Titularprofessor. Er war verantwortlich für den Eignungstest für das Medizinstudium und hat dort das Hogrefe Testsystem entwickelt und herausgegeben.

## Leben
Hänsgen schloss sein im Jahr 1973 an der Humboldt-Universität zu Berlin (HU) aufgenommenes Studium der Psychologie 1977 mit dem Diplom ab und wurde 1982 dort promoviert. Im Anschluss daran begann er ein postgraduales Studium an der Akademie für Ärztliche Fortbildung der DDR, das er 1986 als Fachpsychologe der Medizin abschloss. Ergänzend absolvierte er an der HU 1985/86 ein weiteres postgraduales Studium der Hochschulpädagogik. 1987 verlieh ihm die HU die Lehrbefähigung (Facultas Docendi) in Psychodiagnostik. Im Jahr darauf erwarb er die Promotion B in Psychologie, welche 1992 gemeinsam mit der Facultas Docendi als Habilitation anerkannt wurde. Von 1977 bis 1993 war er als Assistent in verschiedenen Abteilungen der Sektion Psychologie der HU Berlin beschäftigt, u. a. am Psychodiagnostischen Zentrum (PdZ), welches gleichzeitig der Verlag für psychologische Testverfahren der DDR war.
1993 wechselte er an die Universität Freiburg (Schweiz), wo er zunächst eine einjährige Lehrstuhlvertretung wahrnahm. Während dieser Zeit wurde die Durchführung des Eignungstests für das Medizinstudium in der Schweiz ausgeschrieben, wofür Freiburg den Zuschlag erhielt. Im November 1994 wurde dafür das Zentrum für Testentwicklung und Diagnostik (ZTD) gegründet, dessen Direktor Hänsgen bis Juli 2019 war. Unter seiner Leitung wurde der Eignungstest an die sich verändernden Studienbedingungen adaptiert, jährlich durchgeführt und evaluiert. Von 2006 bis 2012 wurde er auch in Österreich eingesetzt.
1995 wurde Hänsgen nach Freiburg umhabilitiert und erhielt dort die Lehrerlaubnis (Venia Legendi) für Klinische Psychologie und Psychodiagnostik. Zudem wurde er 1999 als psychologischer Psychotherapeut in Berlin approbiert. 2000 wurde ihm eine Titularprofessur der Philosophischen Fakultät der Universität Freiburg verliehen.
Zwei weitere Projekte gehörten zu den Schwerpunkten der Tätigkeit in Freiburg: Das Hogrefe Testsystem zur computerunterstützten Psychodiagnostik gab Hänsgen von 1992 bis 2012 heraus. Die Qualitätssicherung der psychologischen Diagnostik, insbesondere der Berufseignungsdiagnostik, und dort die Auseinandersetzung mit unwissenschaftlichen Konzepten war ein weiteres Thema seiner Arbeit.
Hänsgen wurde im September 2015 Schweizer Staatsbürger (heimatberechtigt in Granges-Paccot). Seit seiner Pensionierung lebt Hänsgen in Bern.

## Veröffentlichungen (Auswahl)
- Zulassungsverfahren zum Medizinstudium in der Schweiz. Optionen für eine «evolutionäre Weiterentwicklung». In:  Schweizerische Ärztezeitung. Band 96, Nr. 48, 2015, S. 1776–1779 (ztd.ch, PDF).
- Wollen wir nicht lieber diplomierte Ärzte? Sind fachliche und soziale Kompetenzen Gegensätze? In: Schweizerische Ärztezeitung. Band 95, Nr. 6 2014 (www3.unifr.ch, PDF).
- Ohne Numerus clausus sinkt die Qualität des Studiums. Der externe Standpunkt. In: Neue Zürcher Zeitung. Sonntag, 28. April 2013, S. 17 (ztd.ch, PDF).
- Mit DIN 33430 gegen den Testschwindel. In: Panaroma. 2, 2005, S. 10 f. (edudoc.educa.ch, PDF).
- Numerus clausus in der Medizin – werden die Richtigen ausgewählt für Studium und Beruf? In: Schweizerische Ärztezeitung. Band 88, Nr. 46, 2007 (www3.unifr.ch, PDF).
- mit Benjamin Spicher: Numerus Clausus: Finden wir mit dem «Eignungstest für das Medizinstudium» die Geeigneten? In: Schweizerische Ärztezeitung. Band 83, Nr. 31, 2002, S. 1653–1660 (www3.unifr.ch, PDF).
- mit Meinrad Perrez: Computerunterstützte Diagnostik in Familie und Erziehung: Ansätze und Perspektiven. In: Psychologie in Erziehung und Unterricht. Band 48, 2001, S. 81–98.
- mit Sébastian Simonet: Konzept eines entscheidungsunterstützenden Systems für die Psychodiagnostik. Univ., Dep. für Psychologie, Freiburg 2000.
- mit Sabine Dobler und Jean-François Perret: Themenübergreifendes Lernen am Computer: Erstellung und Evaluation eines Lernsystems für psychologische Diagnostik. ZTD, Freiburg 1999.
- mit Rainer Hofer und Daniel Ruefli: Der Eignungstest für das Medizinstudium in der Schweiz. ZTD, Freiburg 1995.
- Berliner Verfahren zur Neurosendiagnostik.  Hogrefe, Verlag für Psychologie, Göttingen 1991.
- mit Peter Becker und Elisabeth Lindinger: Ostdeutsche und Westdeutsche im Spiegel dreier Fragebogentests. Universität Trier, Fachbereich I, Psychologie, Trier 1991.
- Zu Konzept und Methoden einer am Diagnoseprozess orientierten Klassifikationsforschung für die Klinische Psychodiagnostik. Berlin 1988 (Dissertation B, Humboldt-Universität)
- Zur Entwicklung eines Selbstbeurteilungsverfahrens für die Diagnostik und Differentialdiagnostik neurotischer Störungen. Berlin 1982 (Dissertation A, Humboldt-Universität).